# TWSB Nr. 38 bis 42
Die Triebwagen Nr. 38 bis 42 des VEB (K) Thüringerwaldbahn und Straßenbahn Gotha (TWSB) wurden 1955 vom VEB Waggonbau Gotha gebaut. In vielen Aspekten entsprechen sie bereits weitgehend dem später in großer Stückzahl gebauten Gothawagen T57. Da es auch Gemeinsamkeiten mit den Typen ET50 und ET54 gibt, etablierte sich später unter Straßenbahninteressierten die an diese angelehnte Bezeichnung ET55. Herstellerseitig hatten sie jedoch keine offizielle Typenbezeichnung erhalten und wurden lediglich inoffiziell nach Besteller und Konstruktionsjahr als Gotha 55 bezeichnet. Ein Fahrzeug ist als historischer Triebwagen fahrfähig erhalten.

## Beschaffung
Im Herbst 1954 bestellte die TWSB beim VEB Waggonbau Gotha fünf Triebwagen als Ersatz für ältere Fahrzeuge und gab damit den Anstoß zur Verwirklichung von Plänen, eine neue Typenreihe zu entwickeln und nicht nur Aufbauwagen sowie die ursprünglich vom Waggonbau Werdau entwickelten ET/EB50/54 zu fertigen. Da keine Typgenehmigung und Baufreigabe bei der Staatlichen Plankommission eingeholt worden war, mussten die Fahrzeuge offiziell als Aufbauwagen deklariert werden, obwohl sie vollständige Neubauten waren. Im Januar 1955 wurde Nr. 42 als erster Wagen fertiggestellt. Er wurde in sogenannter „Waldbahnausführung“ gebaut. Die anderen, bis Juni 1955 fertiggestellten Wagen gehörten zur Stadtausführung. Die Unterschiede beschränkten sich dabei auf die elektrische Ausrüstung.

## Technik und Aufbau
Die Fahrzeuge basieren hauptsächlich auf einem 1949 von der Waggonfabrik Görlitz entworfenen zweiachsigen Triebwagentyp, der als Einheitstriebwagen bzw. kurz ET 2 bezeichnet worden war, von dem aber keine Exemplare gebaut wurden. Dies betrifft insbesondere die Form des Wagenkastens mit geraden Seitenwänden, die Anzahl von drei Seitenfenstern im Bereich des Fahrgastraums und ihre Ausführung sowie die Frontgestaltung. In dieser Hinsicht bestanden auch prinzipielle Übereinstimmungen mit den Kriegsstraßenbahnwagen. Einige Merkmale der ET54 flossen ebenfalls mit ein, hauptsächlich jedoch deren elektrische Ausrüstung.
Das Fahrgestell wurde vom Waggonbau Gotha vollständig neu konstruiert. Der Achsstand entspricht mit 3000 mm den Werdauer Fahrzeugen und ist kürzer als beim Görlitzer ET-2-Entwurf sowie dem späteren T57. Grundsätzlich entspricht die Konstruktion jedoch bereits derjenigen des T57. Als Primärfederung zwischen Radsätzen und Fahrgestell dienen Blattfedern, als Sekundärfederung zwischen Fahrgestell und Wagenkasten Schraubenfedern.
Der Wagenkasten wurde in Stahl-Leichtbauweise gefertigt. Wie später beim T57 und B57 gibt es beidseitig je zwei zweiflüglige Schiebetüren mit einer Breite von 1200 mm. Ebenso bereits dem T57 und B57 entspricht die Aufteilung des Fahrgastraums mit Einzelsitzen auf einer und Doppelsitzen auf der anderen Seite des Gangs, jeweils in Abteilform. Der Innenbeleuchtung dienen Leuchtstoffröhren. Die Führerstände sind vom Fahrgastraum abgetrennt und mit einem höhenverstellbaren Fahrersitz ausgestattet.
Konstruktiv wurden die Fahrzeuge auf eine Höchstgeschwindigkeit von 50 km/h ausgelegt. Die TWSB legte jedoch abweichend 40 km/h fest. Zur mechanischen Verbindung mit dem Beiwagen wurden Albertkupplungen angebracht, zur elektrischen Verbindung Steckdosen für gesonderte Kabelkupplungen.
Das Fahrzeug in Waldbahnausführung hatte eine 24-Volt-Kleinspannungsanlage, Blinkleuchten als Fahrtrichtungsanzeiger und eine Einrichtung zum elektrischen Entfrosten der Frontscheiben. Bei der Stadtausführung wurden hingegen eine 12-Volt-Kleinspannungsanlage, Winkerlampen als Fahrtrichtungsanzeiger und keine Frontscheibenentfroster installiert.

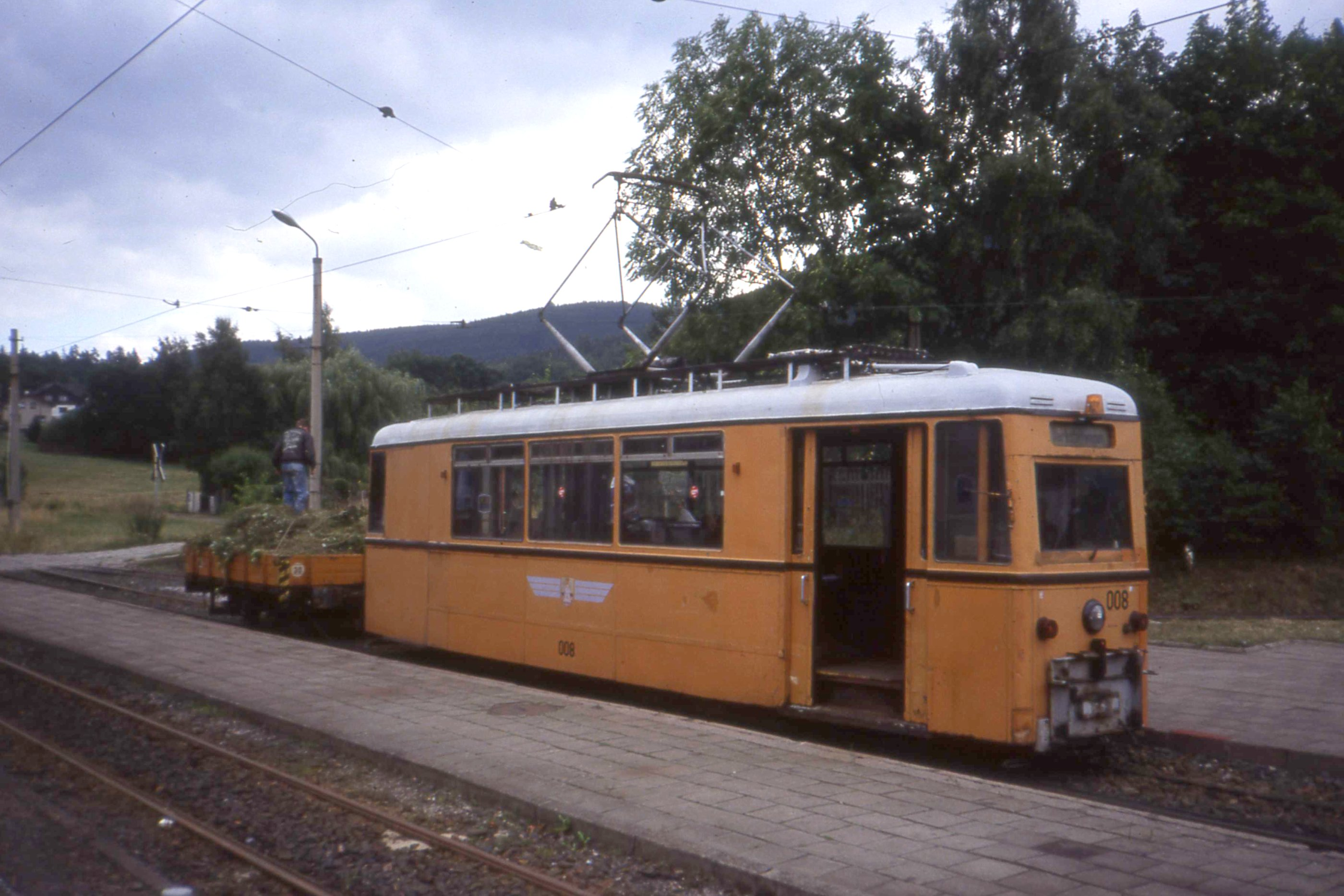
Arbeitswagen Nr. 008, ursprünglich Nr. 42 (1991)

## Einsatz

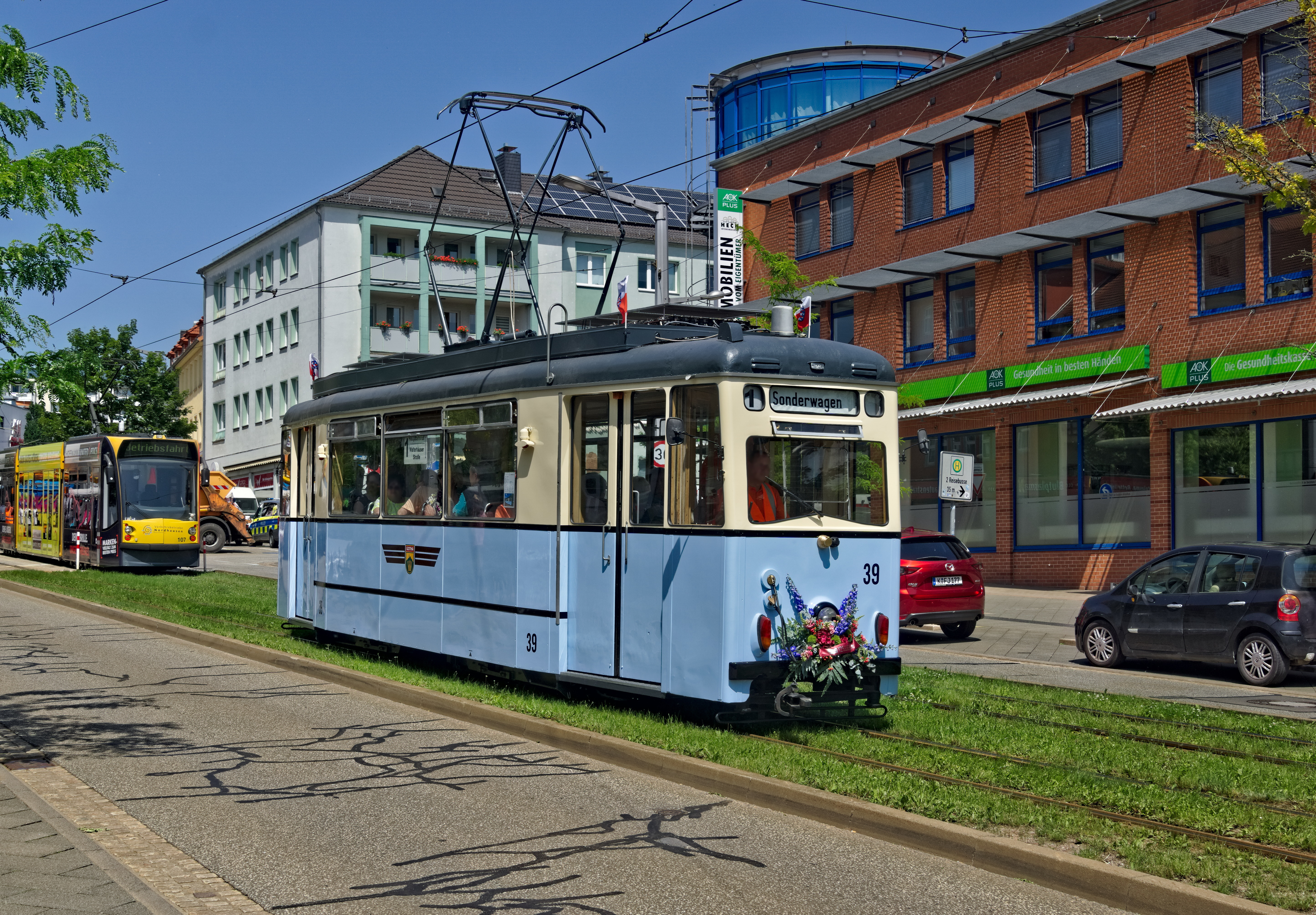
Historischer Triebwagen Nr. 39 zu Gast in Nordhausen (2025)

Die Fahrzeuge erhielten entsprechend ihrer Ausführung zunächst unterschiedliche Lackierungen – Nr. 42 die gelb-weiße Waldbahn-Lackierung, Nr. 38 bis 41 die hellblau-weiße traditionelle Lackierung der Straßenbahn Gotha. Sie wurden sowohl einzeln als auch mit einem Beiwagen eingesetzt. Zunächst war dieser üblicherweise vom Typ EB50 oder EB54, später auch vom Typ B57. Nr. 40 wurde 1971 zum Einrichtungswagen umgebaut. Vier Fahrzeuge dienten ab 1975 bis 1992 als Arbeitstriebwagen, darunter Nr. 40 als Gütertriebwagen. Von 1996 bis 2002 wurden drei davon verschrottet. Das einzige nicht als Arbeitswagen genutzte Fahrzeug Nr. 39 wird seit 2004 als historisches Fahrzeug erhalten. Der verbliebene Arbeitswagen Nr. 38 wird seit 2015 ebenfalls zu einem historischen Fahrzeug aufgearbeitet. Nr. 39 wurde 2025 an die Straßenbahn Nordhausen zu deren 125-jährigem Jubiläum ausgeliehen.
| Nummer | Umnummerierung | Umbau/Nutzungsänderung                                         | Leihe              | Verschrottung |
| ------ | -------------- | -------------------------------------------------------------- | ------------------ | ------------- |
| 38     |                | 1992: → Arbeitstriebwagen seit 2015: → historischer Triebwagen |                    |               |
| 39     |                | 2004: → historischer Triebwagen                                | 2025: → Nordhausen |               |
| 40     |                | 1971: → Einrichtungswagen 1982: → Gütertriebwagen              |                    | 2002          |
| 41     | 1979: → 007    | 1975: → Arbeitstriebwagen                                      |                    | 1999          |
| 42     | 1979: → 008    | 1979: → Arbeitstriebwagen                                      |                    | 1996          |